# (11951) 1994 AJ3
(11951) 1994 AJ3 est un objet de la ceinture principale d'astéroïdes extérieure de 15,014 km de diamètre découvert en 1994.

## Description
(11951) 1994 AJ3 a été découvert le 12 janvier 1994 à l'observatoire astronomique de Farra d'Isonzo, situé dans la commune de Farra d'Isonzo, dans la province de Gorizia (Frioul-Vénétie Julienne), en Italie, par l'Observatoire astronomique de Farra d'Isonzo.

### Caractéristiques orbitales
L'orbite de cet astéroïde est caractérisée par un demi-grand axe de 3,96 UA, un périhélie de 3,43 UA, une excentricité de 0,14 et une inclinaison de 4,43° par rapport à l'écliptique. Du fait de ces caractéristiques, à savoir un demi-grand axe entre 3,2 et 4,6 UA, il est classé, selon la JPL Small-Body Database, comme objet de la ceinture principale d'astéroïdes extérieure.

### Caractéristiques physiques
(11951) 1994 AJ3 a une magnitude absolue (H) de 13,0 et un albédo estimé à 0,054, ce qui permet de calculer un diamètre de 15,014 km. Ces résultats ont été obtenus grâce aux observations du Wide-Field Infrared Survey Explorer (WISE), un télescope spatial américain mis en orbite en 2009 et observant l'ensemble du ciel dans l'infrarouge, et publiés en 2012 dans un article regroupant les caractéristiques de 1 023 astéroïdes du groupe de Hilda.